# Deobriga
Deobriga fue una ciudad del pueblo prerromano de los autrigones que se situaban en el centro-norte de España. Aparece mencionada por primera vez en el libro del siglo II Geographia de Claudio Ptolomeo y cuya situación geográfica desconocida ha llevado a la aparición de numerosas hipótesis, aunque actualmente la teoría más aceptada la sitúa en el yacimiento de Arce-Mirapérez de Miranda de Ebro en la provincia de Burgos. Sin embargo el nombre de Deobriga, está relacionado con el topónimo Deobrigula, ciudad de los turmogos, significa "ciudad de los dioses"

## Referencias documentales

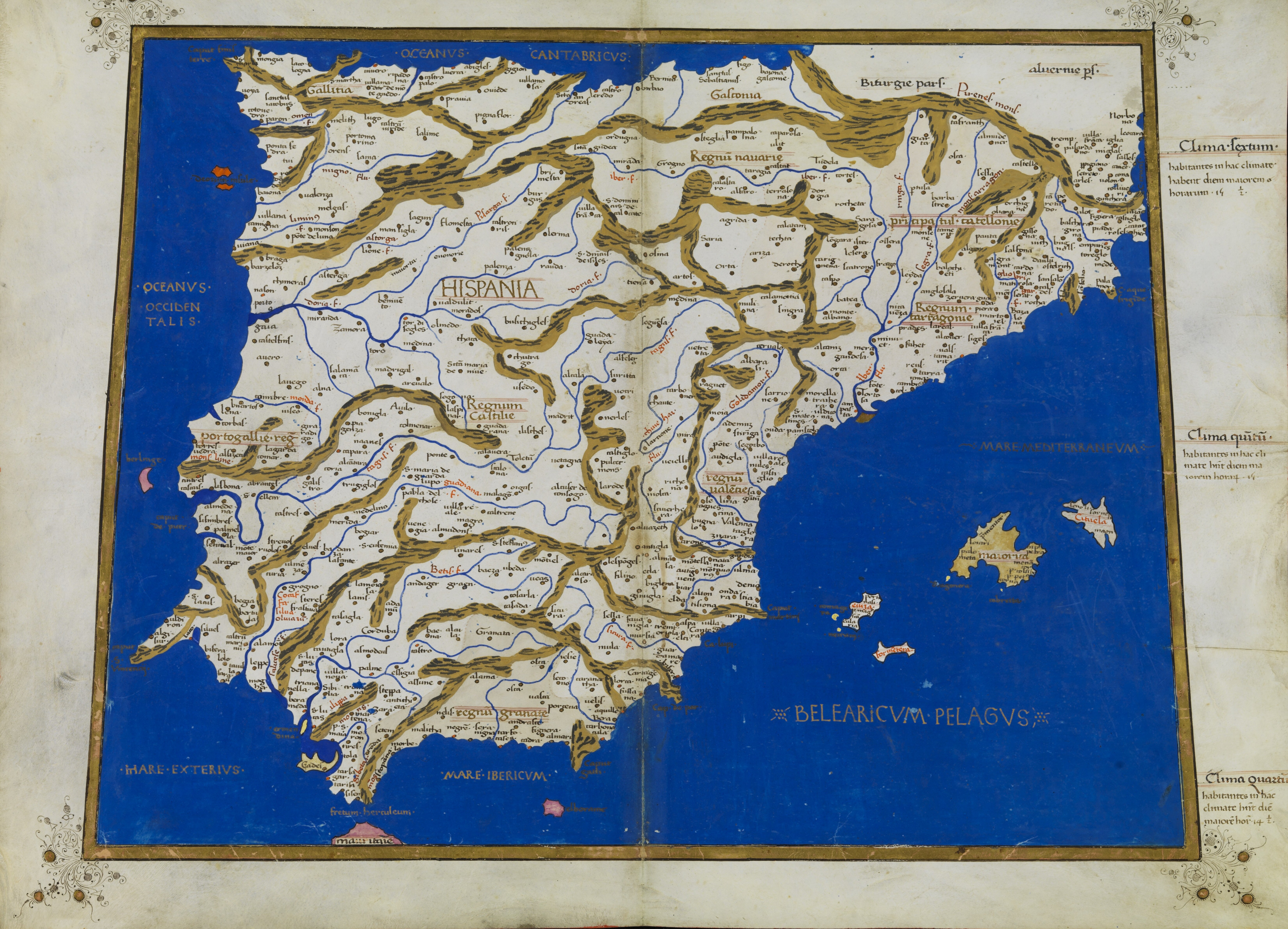
Aunque no se conserva ningún mapa de Ptolomeo, en el Renacimiento se hicieron reconstrucciones a partir de los datos de su libro Geographia. Esta es una reproducción de España y Portugal.

## Diferentes hipótesis sobre su ubicación sobre la base de suposiciones del trazado de la A-34 y/o su etimología

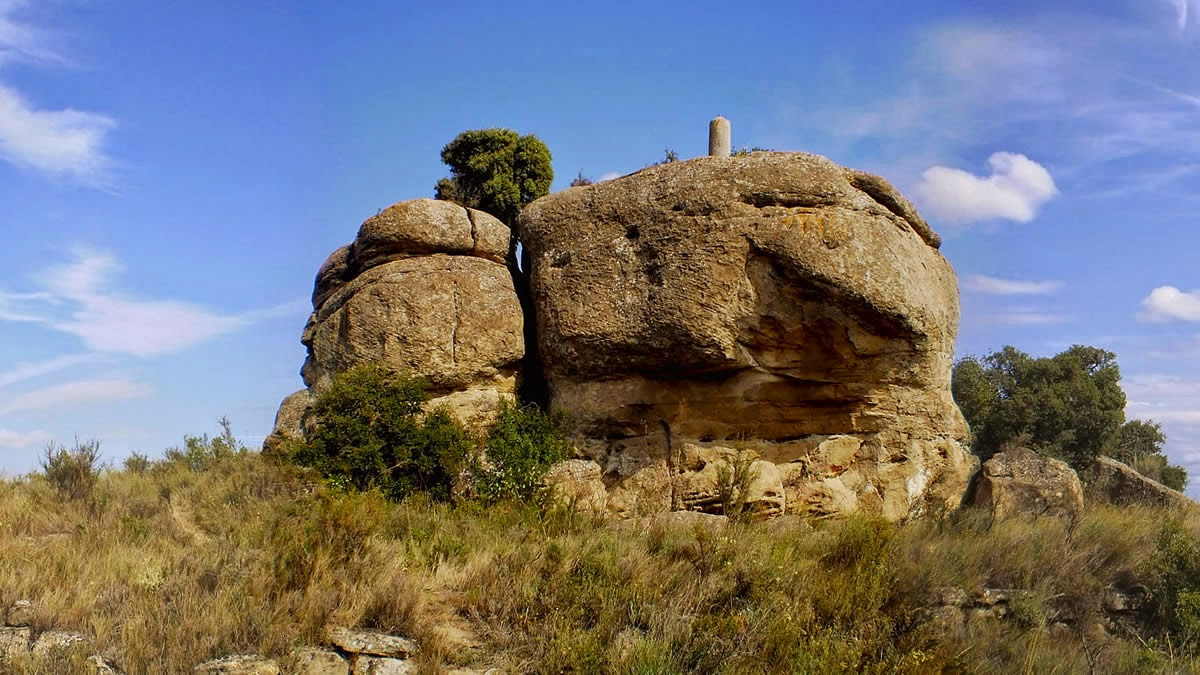
Piedra en Tondonia sospechosa de contener un Santuario Celtíbero.

## Ubicación arqueológica

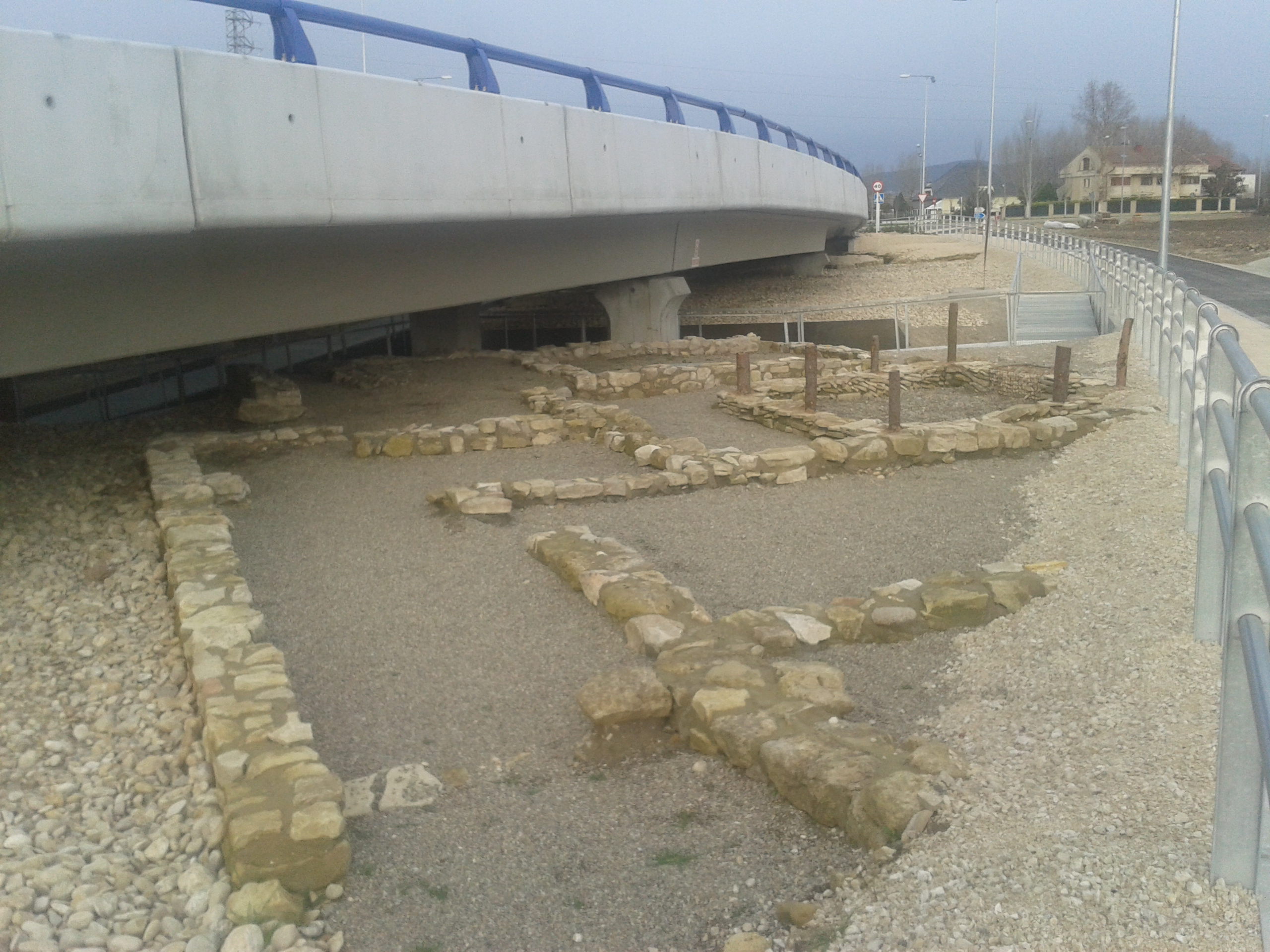
Restos del yacimiento de Arce-Mirapérez.